# Asgeir Helgestad
Asgeir Helgestad, född 22 mars 1968, är en norsk filmskapare og naturfotograf, bosatt i Svene i Numedal.